# Strukturprotein

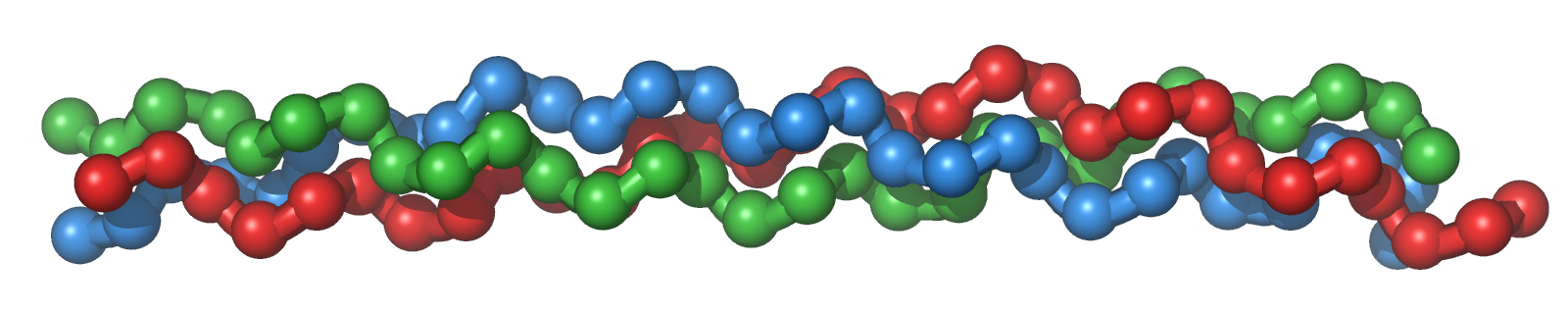
Tropocollagen-Tripelhelix

Als Strukturproteine (auch Skleroproteine, Faserproteine, mehrdeutig auch Gerüstproteine) bezeichnet man Proteine, die in erster Linie als Gerüststoffe in Geweben oder Zellen von Lebewesen dienen. Neben den globulären Proteinen und den Membranproteinen bilden sie eine Hauptklasse an Proteinen.

## Eigenschaften
Strukturproteine haben häufig keine katalytische Funktion, wirken also nicht als Enzyme, sondern sind u. a. maßgeblich daran beteiligt, Fasern auszubilden und Zellen ihre Form und Geweben ihre Festigkeit und Elastizität zu geben. Skleroproteine dienen der mechanischen Stabilisierung von Geweben, z. B. im Zytoskelett oder in der extrazellulären Matrix. Skleroproteine sind oftmals hydrophob, besitzen wiederholende Aminosäuresequenzen und bilden lange Fasern durch Aggregation der Monomere an hydrophoben Oberflächenbereichen. Strukturproteine bilden gelegentlich aufgrund der Wiederholungseinheiten ungewöhnliche Sekundärstrukturen aus, z. B. die Kollagen-Tripelhelix. Gelegentlich sind die Monomere der Strukturproteine untereinander durch Disulfidbrücken vernetzt, z. B. bei Keratin. Im Zuge eines Proteindesigns können Teile verschiedener Strukturproteine zu Fusionsproteinen mit veränderten Gerüsteigenschaften kombiniert werden.

## Struktur-Charakteristika
Die meisten Strukturproteine zeichnen sich dadurch aus, dass ihre Aminosäuresequenz regelmäßig wiederkehrende Cluster von Aminosäuren aufweist. Folge dieser regelmäßigen Primärstruktur ist eine in längeren Bereichen (Domänen) geordnete Sekundärstruktur, beispielsweise als rechtsgängige α-Helix (im α-Keratin) oder als enge linksgängige α-Helix (im Kollagen) oder als β-Faltblatt (im β-Keratin oder im Fibroin der Insektenseide) oder als alternierende kristalline und amorphe Bereiche (im Fibroin der Spinnenseide).

## Targeting
Strukturproteine, die außerhalb der Zelle fungieren sollen, besitzen eine Signalsequenz und werden posttranslational durch eine spezifische Glykosylierung kenntlichgemacht (Targeting), dass sie durch Exozytose die Zelle verlassen sollen.

## Bildung kovalenter Komplexe
Häufig unterliegen Strukturproteine posttranslationalen Modifikationen, um mit anderen Molekülen dauerhafte (kovalent gebundene) Komplexe zu bilden (z. B. Kollagen in Kollagenfibrillen, Fibroin in Seidenfibrillen). Dies kann außerhalb der Zelle spontan (passiv) oder mit Unterstützung von Enzymen geschehen.

## Beispiele
- Keratin der Haare, Nägel, Hufe und Hörner von Säugetieren, der Federn von Vögeln und Hornschuppen von Reptilien.
- Kollagen der Bindegewebe und der extrazellulären Matrix aller Gewebetiere
- Elastin
- fibrilläre (faserige) Strukturproteine wie Myosin und Tropomyosin, die die Kontraktion der Muskelzellen bewirken (Motorproteine)
- faserförmige Seidenproteine von Insekten (Fibroin und Sericin) oder Spinnen (Spidroin 1 und Spidroin 2)
- Arthropodin und Sklerotin (mit Phenol gegerbtes Arthropodin), neben Chitin Hauptbestandteil der Körperhülle (Cuticula) der Arthropoden (Gliederfüßer)
- Zentriolen und Mikrotubuli der meisten Lebewesen
- Mikrofilamente des Zytoskeletts der meisten Lebewesen